# Kim chi ngọc diệp
Kim chi ngọc diệp (tiếng Trung: 金枝玉葉, tiếng Anh: He's a Woman, She's a Man) là một bộ phim điện ảnh thuộc thể loại tình cảm - chính kịch pha chút hài hước của điện ảnh Hồng Kông công chiếu vào năm 1994 do Trần Khả Tân viết kịch bản, đạo diễn và làm nhà sản xuất, với sự tham gia của dàn diễn viên đình đám gồm Trương Quốc Vinh, Viên Vịnh Nghi, Lưu Gia Linh, Tăng Chí Vĩ, Trịnh Đan Thụy và La Gia Anh.
Công chiếu lần đầu tại Hồng Kông, bộ phim nhận được nhiều lời tán dương từ các nhà phê bình phim lẫn khán giả, và đồng thời giành được một số giải thưởng lớn. Tại Giải thưởng điện ảnh Hồng Kông lần thứ 14, bộ phim đã giành hai trên tổng số mười một hạng mục đề cử gồm Nữ diễn viên chính xuất sắc nhất cho Viên Vịnh Nghi và ca khúc của Trương Quốc Vinh đoạt giải Ca khúc trong phim hay nhất. Phim còn được đề cử chín hạng mục quan trọng khác, trong đó có Đạo diễn xuất sắc nhất, Nam diễn viên chính xuất sắc nhất và Phim truyện hay nhất.
Phần thứ hai của bộ phim có tựa là Kim chi ngọc diệp 2 chính thức ra mắt năm 1996.